# Kasteel Rodenpoel

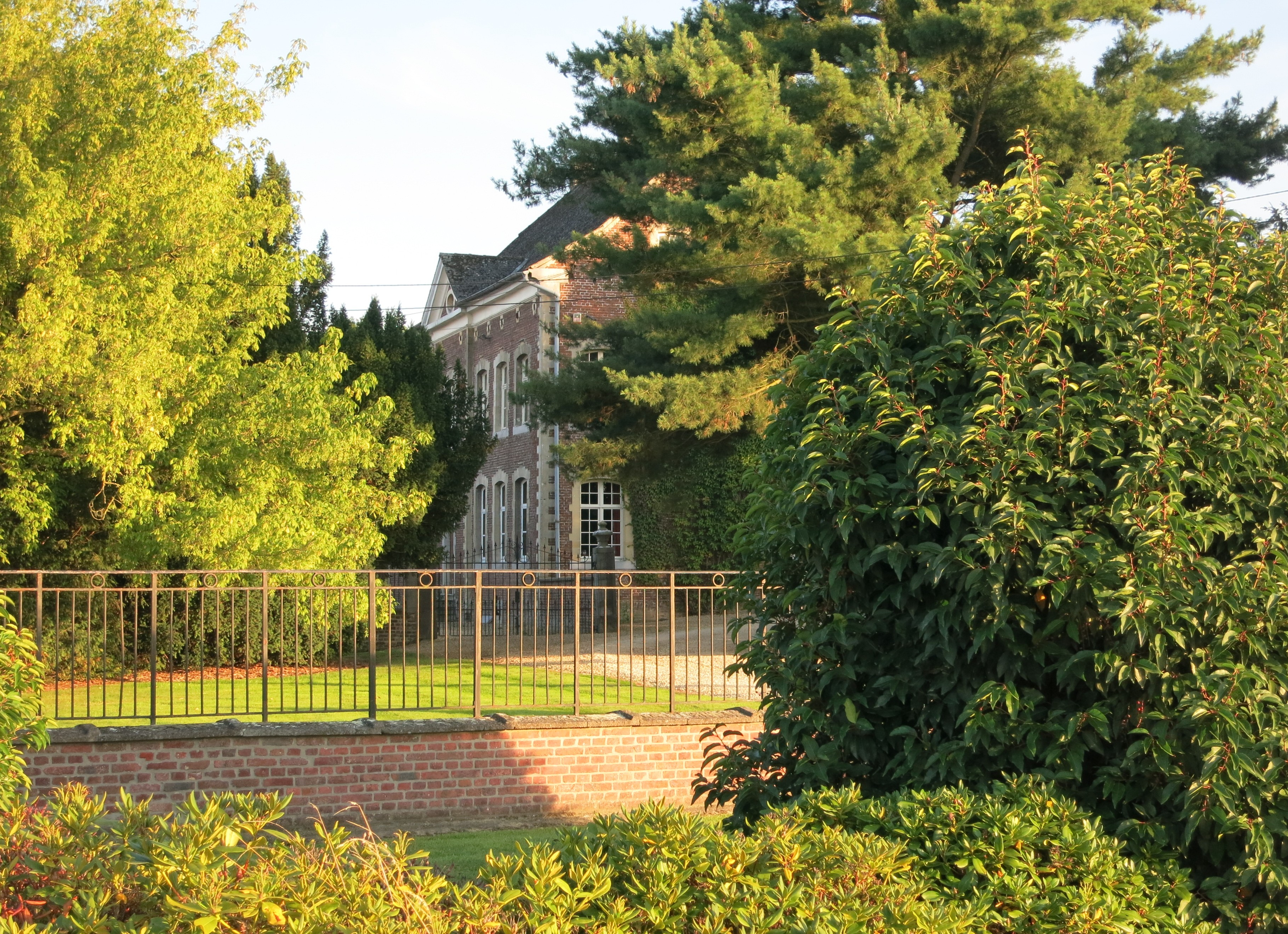
Kasteel de Corswarem Alken

Kasteel Rodenpoel (ook: Kasteel de Corswarem) is een kasteel te Alken, gelegen aan de Hameestraat 65.
Nadat een voorgaand gebouw door brand werd verwoest, bouwde de familie De Corswarem tussen 1762 en 1765 dit kasteel. Op de Ferrariskaarten (1771-1777) staat het aangegeven als: Maison de Plaisance de Corswarem, een speelhuis dus.
Het betreft een classicistisch symmetrisch dubbelhuis, opgetrokken in baksteen met hoekbanden en raamomlijstingen in kalksteen. Het geheel wordt gesierd door een fronton. Aansluitend hierop is een lagere dienstgebouw, met haaks erop een lagere vleugel en een duiventoren. Er is een fontein in rococostijl.
Daarnaast is er de kasteelhoeve, die oorspronkelijk U-vormig was en waarvan nog de zijvleugels resten. De tussenvleugel is vervangen door modernere bouw. De oorspronkelijke gebouwen tonen in muurankers het jaartal 1697. Ook werd er een woonhuis in vakwerkbouw aangebouwd.